# Erownuli Liga
Erownuli Liga (gruz. ეროვნული ლიგა, pol. Narodowa Liga) – najwyższa w hierarchii klasa męskich ligowych rozgrywek piłkarskich w Gruzji, będąca jednocześnie najwyższym szczeblem centralnym (I poziom ligowy), utworzona w 1990 roku i od samego początku zarządzana przez Gruziński Związek Piłki Nożnej (GFF). Zmagania w jej ramach toczą się cyklicznie (co sezon) i przeznaczone są dla 10 najlepszych krajowych klubów piłkarskich. Jej triumfator zostaje Mistrzem Gruzji, zaś najsłabsze drużyny są relegowane do Erownuli Liga 2 (II ligi gruzińskiej).

## Historia
Mistrzostwa Gruzji w piłce nożnej rozgrywane są od 1990 roku, przed rozpadem ZSRR w 1991. Wcześniej od 1924 rozgrywane mistrzostwa Gruzińskiej SRR, a najlepsze kluby kraju uczestniczyły w mistrzostwach ZSRR. Niejednokrotnie zmieniał się format rozgrywek. Na początku 2017 Umaglesi Liga (gruz. უმაღლესი ლიგა) została przemianowana na Erownuli Liga, rozgrywki której wystartowały po raz pierwszy w sezonie 2017.

## System rozgrywek
Obecny format ligi zakładający podział rozgrywek na 4 koła obowiązuje od sezonu 2017.
Rozgrywki składają się z 36 kolejek spotkań rozgrywanych pomiędzy drużynami systemem kołowym. Każda para drużyn rozgrywa ze sobą cztery mecze – dwa w roli gospodarza, dwa jako goście. Od sezonu 2017 w lidze występuje 10 zespołów. W przeszłości liczba ta wynosiła od 10 do 20. Drużyna zwycięska za wygrany mecz otrzymuje 3 punkty, 1 za remis oraz 0 za porażkę.
Zajęcie pierwszego miejsca po ostatniej kolejce spotkań oznacza zdobycie tytułu Mistrzów Gruzji w piłce nożnej. Mistrz Gruzji kwalifikuje się do eliminacji Ligi Mistrzów UEFA. Druga oraz trzecia drużyna zdobywają możliwość gry w Lidze Europy UEFA. Również zwycięzca Pucharu Gruzji startuje w eliminacjach do Ligi Europy lub, w przypadku, w którym zdobywca krajowego pucharu zajmie pierwsze miejsce w lidze – możliwość gry w eliminacjach do Ligi Europy otrzymuje również czwarta drużyna klasyfikacji końcowej. Zajęcie ostatniego miejsca wiąże się ze spadkiem drużyny do Erownuli Liga 2. Zespoły z miejsca 8. i 9. w tablicy walczą w barażach play-off z zespołami, które zajęły 2. i 3. miejsce w Pirveli Liga o utrzymanie w najwyższej lidze.
W przypadku zdobycia tej samej liczby punktów, klasyfikacja końcowa ustalana jest na podstawie wyniku dwumeczu pomiędzy drużynami, w następnej kolejności w przypadku remisu – na podstawie różnicy bramek w pojedynku bezpośrednim, następnie na podstawie ogólnego bilansu bramkowego osiągniętego w sezonie, większej liczby bramek zdobytych oraz w ostateczności z wykorzystaniem losowania.

## Skład ligi w sezonie 2025
| Uczestnicy poprzedniej edycji | Uczestnicy poprzedniej edycji | Uczestnicy poprzedniej edycji | Uczestnicy poprzedniej edycji |
| --- | ----------------------------- | ----------------------------- | ----------------------------- |
| IBE | Iberia 1999                   | Tbilisi                       | 1                             |
| TKU | Torpedo Kutaisi               | Kutaisi                       | 2                             |
| DIL | Dila Gori                     | Gori                          | 3                             |
| DBA | Dinamo Batumi                 | Batumi                        | 4                             |
| SCK | Samgurali Ckaltubo            | Ckaltubo                      | 5                             |
| KPO | Kolcheti 1913 Poti            | Poti                          | 6                             |
| DTB | Dinamo Tbilisi                | Tbilisi                       | 7                             |
| po barażach |                               |                               |                               |
| GTB | FC Gagra                      | Tbilisi                       | 8                             |
| TEL | SK Telawi                     | Telavi                        | 9                             |
| Spadek z Erovnuli Liga 2024 |                               |                               |                               |
| SAM | SK Samtredia                  | Samtredia                     | 10                            |
| Awans z Erovnuli Liga 2 2024 |                               |                               |                               |
| GAR | Garedżi Sagaredżo             | Sagaredżo                     | 1                             |
| Oznaczenia: - kolumna pierwsza – skróty nazw drużyn, - kolumna trzecia – siedziba klubu, - kolumna czwarta – miejsce zajęte w poprzednim sezonie. |                               |                               |                               |

## Statystyka

### Tabela medalowa
Mistrzostwo Gruzji zostało do tej pory zdobyte przez 9 różnych drużyn.
Stan po sezonie 2023. 
| Lp. | Klub                    | Miejsca na podium | Miejsca na podium | Miejsca na podium | Zwycięskie sezony               |   |   | |
| --- | ----------------------- | ----------------- | ----------------- | ----------------- | ------------------------------- | - | - | --- |
| Lp. | Klub                    | 1.                | Dinamo Tbilisi    | 19                | Zwycięskie sezony               | 8 | 6 | 1990, 1991, 1991/92, 1992/93, 1993/94, 1994/95, 1995/96, 1996/97, 1997/98, 1998/99, 2002/03, 2004/05, 2007/08, 2012/13, 2013/14, 2015/16, 2019, 2020, 2022 |
| 2.  | Torpedo Kutaisi         | 4                 | 3                 | 6                 | 1999/00, 2000/01, 2001/02, 2017 |   |   | |
| 3.  | Dinamo Batumi           | 2                 | 4                 | 1                 | 2021, 2023                      |   |   | |
| 4.  | WIT Georgia Tbilisi     | 2                 | 3                 | 1                 | 2003/04, 2008/09                |   |   | |
| 5.  | Metalurgi Rustawi       | 2                 | 1                 | 4                 | 2006/07, 2009/10                |   |   | |
| 6.  | SK Zestaponi            | 2                 | 1                 | 1                 | 2010/11, 2011/12                |   |   | |
| 7.  | Dila Gori               | 1                 | 1                 | 3                 | 2014/15                         |   |   | |
| 8.  | Sioni Bolnisi           | 1                 | 1                 | 1                 | 2005/06                         |   |   | |
| 9.  | SK Samtredia            | 1                 | 1                 | 0                 | 2016                            |   |   | |
| 10. | Iberia 1999             | 1                 | 0                 | 1                 | 2018                            |   |   | |
| 11. | Kolcheti 1913 Poti      | 0                 | 2                 | 3                 |                                 |   |   | |
| 12. | Lokomotiwi Tbilisi      | 0                 | 2                 | 1                 |                                 |   |   | |
| 13. | Guria Lanczchuti        | 0                 | 2                 | 0                 |                                 |   |   | |
| 14. | Cchumi Suchumi          | 0                 | 1                 | 0                 |                                 |   |   | |
| 14. | Margweti Zestaponi      | 0                 | 1                 | 0                 |                                 |   |   | |
| 14. | Szewardeni-1906 Tbilisi | 0                 | 1                 | 0                 |                                 |   |   | |
| 17. | Alazani Gurdżaani       | 0                 | 0                 | 1                 |                                 |   |   | |
| 17. | Ameri Tbilisi           | 0                 | 0                 | 1                 |                                 |   |   | |
| 17. | SK Tbilisi              | 0                 | 0                 | 1                 |                                 |   |   | |